# مدار ۱۹ درجه شمالی
مدار ۱۹ درجه شمالی، دایره‌ای از عرض جغرافیایی است که در ۱۹ درجهٔ شمالی خط استوا  قرار دارد.

## گذر از مناطق
از نصف‌النهار مبدأ شروع می‌شود و به سمت مشرق ۱۹ درجه شمالی از موارد زیر گذر می‌کند:
| مختصات‌ها                                             | کشور، قلمرو یا دریا | توضیحات |
| ---------------------------------------------------- | ------------------- | --- |
| ۱۹°۰′ شمالی ۰°۰′ شرقی / ۱۹٫۰۰۰°شمالی ۰٫۰۰۰°شرقی      | مالی                | This part of Mali has declared independence as ازواد |
| ۱۹°۰′ شمالی ۳°۱۶′ شرقی / ۱۹٫۰۰۰°شمالی ۳٫۲۶۷°شرقی     | الجزایر             | |
| ۱۹°۰′ شمالی ۳°۳۲′ شرقی / ۱۹٫۰۰۰°شمالی ۳٫۵۳۳°شرقی     | مالی                | This part of Mali has declared independence as ازواد |
| ۱۹°۰′ شمالی ۴°۱۴′ شرقی / ۱۹٫۰۰۰°شمالی ۴٫۲۳۳°شرقی     | نیجر                | |
| ۱۹°۰′ شمالی ۱۵°۳۸′ شرقی / ۱۹٫۰۰۰°شمالی ۱۵٫۶۳۳°شرقی   | چاد                 | |
| ۱۹°۰′ شمالی ۲۴°۰′ شرقی / ۱۹٫۰۰۰°شمالی ۲۴٫۰۰۰°شرقی    | سودان               | |
| ۱۹°۰′ شمالی ۳۷°۲۴′ شرقی / ۱۹٫۰۰۰°شمالی ۳۷٫۴۰۰°شرقی   | دریای سرخ           | |
| ۱۹°۰′ شمالی ۴۱°۹′ شرقی / ۱۹٫۰۰۰°شمالی ۴۱٫۱۵۰°شرقی    | عربستان سعودی       | The parallel touches on the northernmost point of یمن at the border with عمان |
| ۱۹°۰′ شمالی ۵۲°۰′ شرقی / ۱۹٫۰۰۰°شمالی ۵۲٫۰۰۰°شرقی    | عمان                | |
| ۱۹°۰′ شمالی ۵۷°۵۰′ شرقی / ۱۹٫۰۰۰°شمالی ۵۷٫۸۳۳°شرقی   | اقیانوس هند         | دریای عرب |
| ۱۹°۰′ شمالی ۷۲°۴۹′ شرقی / ۱۹٫۰۰۰°شمالی ۷۲٫۸۱۷°شرقی   | هند                 | مهاراشترا - passing through بمبئی آندرا پرادش Maharashtra چتیسگر اوریسا Andhra Pradesh Orissa Andhra Pradesh                                                                      |
| ۱۹°۰′ شمالی ۸۴°۴۳′ شرقی / ۱۹٫۰۰۰°شمالی ۸۴٫۷۱۷°شرقی   | اقیانوس هند         | خلیج بنگال |
| ۱۹°۰′ شمالی ۹۳°۴۳′ شرقی / ۱۹٫۰۰۰°شمالی ۹۳٫۷۱۷°شرقی   | میانمار (Burma)     | |
| ۱۹°۰′ شمالی ۹۷°۴۴′ شرقی / ۱۹٫۰۰۰°شمالی ۹۷٫۷۳۳°شرقی   | تایلند              | |
| ۱۹°۰′ شمالی ۱۰۱°۱۹′ شرقی / ۱۹٫۰۰۰°شمالی ۱۰۱٫۳۱۷°شرقی | لائوس               | |
| ۱۹°۰′ شمالی ۱۰۴°۲۶′ شرقی / ۱۹٫۰۰۰°شمالی ۱۰۴٫۴۳۳°شرقی | ویتنام              | For about 5km |
| ۱۹°۰′ شمالی ۱۰۴°۲۹′ شرقی / ۱۹٫۰۰۰°شمالی ۱۰۴٫۴۸۳°شرقی | لائوس               | For about 2km |
| ۱۹°۰′ شمالی ۱۰۴°۳۰′ شرقی / ۱۹٫۰۰۰°شمالی ۱۰۴٫۵۰۰°شرقی | ویتنام              | |
| ۱۹°۰′ شمالی ۱۰۵°۳۷′ شرقی / ۱۹٫۰۰۰°شمالی ۱۰۵٫۶۱۷°شرقی | دریای جنوبی چین     | خلیج تونکین |
| ۱۹°۰′ شمالی ۱۰۸°۳۹′ شرقی / ۱۹٫۰۰۰°شمالی ۱۰۸٫۶۵۰°شرقی | چین                 | Island of هاینان |
| ۱۹°۰′ شمالی ۱۱۰°۳۱′ شرقی / ۱۹٫۰۰۰°شمالی ۱۱۰٫۵۱۷°شرقی | دریای جنوبی چین     | Passing between Dalupiri Island and Fuga Island, فیلیپین |
| ۱۹°۰′ شمالی ۱۲۱°۵۴′ شرقی / ۱۹٫۰۰۰°شمالی ۱۲۱٫۹۰۰°شرقی | فیلیپین             | Camiguin Island |
| ۱۹°۰′ شمالی ۱۲۱°۵۷′ شرقی / ۱۹٫۰۰۰°شمالی ۱۲۱٫۹۵۰°شرقی | اقیانوس آرام        | دریای فیلیپین · Passing just north of آگریهان island, جزایر ماریانای شمالی · into an unnamed part of the Ocean · Passing just south of جزیره ویک, جزایر کوچک حاشیه‌ای ایالات متحده |
| ۱۹°۰′ شمالی ۱۵۵°۴۷′ غربی / ۱۹٫۰۰۰°شمالی ۱۵۵٫۷۸۳°غربی | ایالات متحده آمریکا | هاوائی, هاوائی |
| ۱۹°۰′ شمالی ۱۵۵°۳۵′ غربی / ۱۹٫۰۰۰°شمالی ۱۵۵٫۵۸۳°غربی | اقیانوس آرام        | |
| ۱۹°۰′ شمالی ۱۱۲°۴′ غربی / ۱۹٫۰۰۰°شمالی ۱۱۲٫۰۶۷°غربی  | مکزیک               | Roca Partida, جزایر رویاخیخدو |
| ۱۹°۰′ شمالی ۱۱۲°۳′ غربی / ۱۹٫۰۰۰°شمالی ۱۱۲٫۰۵۰°غربی  | اقیانوس آرام        | Passing just north of Socorro Island, جزایر رویاخیخدو, مکزیک |
| ۱۹°۰′ شمالی ۱۰۴°۱۷′ غربی / ۱۹٫۰۰۰°شمالی ۱۰۴٫۲۸۳°غربی | مکزیک               | |
| ۱۹°۰′ شمالی ۹۵°۵۸′ غربی / ۱۹٫۰۰۰°شمالی ۹۵٫۹۶۷°غربی   | خلیج مکزیک          | خلیج کامپچه |
| ۱۹°۰′ شمالی ۹۱°۱۱′ غربی / ۱۹٫۰۰۰°شمالی ۹۱٫۱۸۳°غربی   | مکزیک               | شبه‌جزیره یوکاتان |
| ۱۹°۰′ شمالی ۸۷°۳۶′ غربی / ۱۹٫۰۰۰°شمالی ۸۷٫۶۰۰°غربی   | دریای کارائیب       | Passing just north of جزیره گوناو, هائیتی |
| ۱۹°۰′ شمالی ۷۲°۴۵′ غربی / ۱۹٫۰۰۰°شمالی ۷۲٫۷۵۰°غربی   | هائیتی              | |
| ۱۹°۰′ شمالی ۷۱°۴۷′ غربی / ۱۹٫۰۰۰°شمالی ۷۱٫۷۸۳°غربی   | جمهوری دومینیکن     | |
| ۱۹°۰′ شمالی ۶۸°۵۲′ غربی / ۱۹٫۰۰۰°شمالی ۶۸٫۸۶۷°غربی   | اقیانوس اطلس        | Passing just north of Anegada island, جزایر ویرجین انگلستان |
| ۱۹°۰′ شمالی ۱۶°۱۳′ غربی / ۱۹٫۰۰۰°شمالی ۱۶٫۲۱۷°غربی   | موریتانی            | |
| ۱۹°۰′ شمالی ۵°۵۳′ غربی / ۱۹٫۰۰۰°شمالی ۵٫۸۸۳°غربی     | مالی                | This part of Mali has declared independence as ازواد |